# Johannes Reichelt (Politiker)
Johannes Reichelt (* 25. Juni 1904 in Steinpleis; † 15. November 1995 in Damme) war ein deutscher Politiker (SPD). Er war Abgeordneter im Landtag von Niedersachsen.
Nach der achtklassigen Volksschule erlernte Reichelt das Schlosserhandwerk. Später war Reichelt in der Textilindustrie beschäftigt und nach seiner Umschulung als Lohnbuchhalter tätig. Während des Zweiten Weltkriegs verbrachte er drei Jahre als Soldat in Norwegen als Instandsetzer von Radargeräten, dem sich zwei Jahre Gefangenschaft anschlossen. Nach dem Krieg folgte zunächst die dreijährige Tätigkeit als Schlepper im Erzbergbau unter Tage. Später arbeitete er als Magazinverwalter im früheren Erzbergwerk Damme. Reichelt war verheiratet und hatte zwei Kinder.
Reichelt gehörte vom 3. April 1961 bis zum 31. Oktober 1981 dem Gemeinderat Damme und in den Jahren von 1964 bis 1976 dem Kreistag Vechta an. Vom 15. April 1965 bis zum 5. Juni 1967 hatte Reichelt in der fünften Wahlperiode das Abgeordnetenmandat im Niedersächsischen Landtag inne. Er war der erste Parlamentarier der SPD im von der CDU dominierten Oldenburger Münsterland.